# ВЛ60П
ВЛ60П (спочатку Н6ОП) - дослідний радянський шестивісний пасажирський електровоз змінного струму.

## Історія
З кінця 1950-х рр. НЕВЗ-ом будувалися електровози змінного струму (З 1962 р. - ВЛ60) Н6О. Однак маючи швидкість в часовому і тривалому режимах близько 50 км/год, вони не підходили для водіння пасажирських поїздів. Тоді заводом був розроблений, а в кінці  1961 року побудований шестивісний електровоз Н6ОП-001 (Новочеркаський, 6-вісний, однофазного струму пасажирський № 001), вже через рік перейменований в ВЛ60П-001 (через події які сталися за півроку до цього в Новочеркаську).
Пасажирський електровоз був багато в чому уніфікований з вантажними Н6О (ВЛ60), але і мав істотні відмінності. Перш за все, замінили шестиполюсні ТЕД НБ-412М вантажних електровозів, на чотириполюсні НБ-415, які в порівнянні з НБ-412М були більш швидкохідними (в годинному режимі 1050 проти 755 об/хв) і при цьому на чверть легшими (3760 кг проти 5000). Годинна потужність НБ-415 становила 650 кВт, а тривала - 595 кВт (в НБ-412М - 690 і 550 кВт відповідно). Передаточне число тягових редукторів було незначно підвищеним і становило 81:2=3375. Також ВЛ60П був обладнаний електропневматичним гальмом, а в обмотці згладжуючих та перехідних реакторах і в частині шин замість міді був застосований алюміній. У загальній складності ВЛ60П в порівнянні з ВЛ60 був на 9 тонн легше (129 проти 138 т), що дозволило знизити навантаження від колісних пар на колію з 23 до 21,5 тс.
Для проходження експлуатації, ВЛ60П був відправлений на Північно-Кавказьку залізницю в локомотивне депо Кавказька де став водити пасажирські поїзди. Обмеження максимальної швидкості на напрямках обслуговування становило 100 км/год, через що електровоз не міг повністю реалізувати свої швидкісні характеристики. Також це виключало роботу тягових електродвигунів в зоні малих струмів при номінальній напрузі на затискачах. Для випуску нових пасажирських електровозів, Новочеркаським заводом були розроблені модернізовані і більш потужні двигуни НБ-415А (годинна потужність 720 кВт, тривала - 625 кВт).
Однак у цей час завод приділяв увагу налагодженню випуску вантажних восьмивісних електровозів ВЛ80. У зв'язку з цим, з 1962 року замість випуску ВЛ60П, НЕВЗ випускав пасажирську модифікацію ВЛ60 - ВЛ60п, у якого було змінено передавальне число редуктора, а також встановлені електропневматичні гальма. Незабаром в Радянський Союз з Чехословаччини почали надходити швидкісні ЧС4, у зв'язку з чим випуск радянських електровозів для пасажирської служби був остаточно припинений.
В 1969 році ВЛ60П-001 модернізували, замінивши ігнітронні випрямлячі  напівпровідниковими. Електровоз отримав нове позначення - ВЛ60ПК-001.